# Уэльские диалекты английского языка
Уэльские диалекты английского языка (англ. Welsh English, иногда также Wenglish, Anglo-Welsh) — не совпадающие со стандартными формы английского языка, которыми пользуется население Уэльса (и отчасти эмигранты из Уэльса, живущие в других частях Великобритании). Своими типичными особенностями уэльские диалекты обязаны, с одной стороны, своей тесной связи с диалектами Западной Англии, а с другой — субстратным влиянием валлийского языка (по части грамматики и словарного запаса). Кроме диалектов на территории Уэльса встречается множество характерных акцентов, к примеру, акцент Кардиффа, акценты Южных Долин и Западного Уэльса.
На востоке и юго-востоке Уэльса уэльские диалекты английского испытывают заметное влияние диалектов Уэст-Кантри, а на севере — диалектов Мерсисайда (скауз).

## Современное положение
Уэльские диалекты не образуют в рамках английского языка чётко очерченной отдельной группы (в отличие от, к примеру, ирландско-английских диалектов). Как и в случае валлийского языка, заметные различия наблюдаются в первую очередь между диалектами Южного и Северного Уэльса.
Следует различать английский язык, на котором говорят те, для кого он является вторым (притом, что родной у них валлийский), и собственно уэльские диалекты. Последние несколько меньше затронуты влиянием валлийского языка, однако во многом они дальше от стандарта, так как тем, кто выучивает язык как второй (скажем, в школе), присуща бо́льшая ориентация на стандарт; в результате в речи первой группы может быть заметна фонетическая интерференция, но почти полностью отсутствовать нестандартные грамматические конструкции, встречающиеся у тех, для кого уэльские диалекты английского являются родными.
Уэльские диалекты особенно распространены на юге Уэльса: в Гламоргане и в долинах (округа Ронта, Кинон, Таф, Мертир-Тидвил, Кайрфилли и другие), а также на крайнем юго-западе, в Пембрукшире. Эти два региона разделены Кармартенширом, где сравнительно много носителей валлийского языка, в то время как в Пембрукшире их очень мало: это графство иногда называют «маленькой Англией за Уэльсом» (Little England beyond Wales). Ещё один сильно англизированный регион Южного Уэльса — полуостров Гауэр (Gower).
В письменной речи и вообще в официальных контекстах уэльские диалекты почти не употребляются; исключением является использование диалектных форм в художественной литературе, например у Дилана Томаса.
В январе 2005 года BBC провела опрос, в результате которого акцент Суонси был признан наименее благозвучным. В десятку «худших» типов произношения попал также кардиффский.

## Лингвистические особенности
Ниже отмечены некоторые наиболее яркие особенности уэльских диалектов по сравнению с английским стандартом; не все они в равной мере присущи говорам разных районов Уэльса.

### Фонетика
Больше всего уэльские диалекты отличаются от стандарта в области вокализма. Следует отметить следующие характерные черты:

#### Гласные звуки

##### Короткие монофтонги
- Гласный в end — [ɛ] — более открыт и ближе к кардинальному [ɛ], чем в Received Pronunciation[2]
- Вместо [ɪ] (как в kit) часто встречается звук шва из above — неогублённый гласный среднего ряда средне-верхнего подъёма [ɘ̟][2].
- Стандартному [æ] (cat) соответствует ненапряжённый гласный переднего ряда нижнего подъёма [æ̈][2] Напротив, для Кардиффа характерен переход в [aː][3]. В Поуисе иногда встречается произношение, более распространённое в новозеландском и южноафриканском английском: trap произносится как [trɛp][4].
- Стандартный [ɒ] (hot) поднимается в направлении [ɔ] и может быть передан как [ɒ̝] или [ɔ̞][2].
- В акцентах, где различаются звуки в foot и strut, звук в foot представляет собой пониженный [ɤ̈], что особенно выражено на севере[5].
- Звук шва в better может отличаться от такого же звука в above, иногда звуча как [ɛ] (звук в bus)[6].
- Вместо звука шви ([ɪ]) в последних слогах часто употребляется [ɛ]: [ˈbɾəi.tɛst] brightest. Неопределённость в выборе нужного звука привела к гиперкоррекциям: programme произносится как [ˈproː.ɡrəm][3].
- Изредка вместо безударного [ə] встречается [a]: [a'bəv] above
- Вместо безударного [ə], соответствующего орфографическому o, употребляется [ɔ]: [kɔlɛkt] collect.
- Вместо [ʌ] (bus) произносится [ɜ][7]. В силу гиперкоррекции [ʌ] на севере Уэльса можно услышать даже в таких словах, как foot[8]. На границе северного и среднего Уэльса этот звук также может быть передан как неогублённый гласный переднего ряда нижнего подъёма [a], на северо-востоке — как ненапряжённый огублённый гласный заднего ряда верхнего подъёма [ʊ], под влиянием чеширского и мерсисайдского диалектов[5].
- [ə] после дифтонгов не выпадает, перед ним появляется [j]: [fəɪjə] fire.
- [ə] между согласными в стандартном английском может выпадать: [tɔlreɪt] tolerate. В уэльских диалектах выпадение невозможно: только [tɔlərɛt].
- Во многих уэльских диалектах, особенно в южных долинах, на первом заударном слоге возможно движение тона; это связано с аналогичным явлением в валлийском языке.

##### Длинные монофтонги
- Стандартному [ɔː] обычно соответствует [ɔː], однако во многих словах, где этот звук орфографически отражается как oor, ore (и в некоторых других случаях), произносится [oː].
- Гласный в car произносится как неогублённый гласный заднего ряда нижнего подъёма [ɑ̈], или, чаще, как неогублённый гласный переднего ряда нижнего подъёма Шаблон:ː[8][9].
- В кардиффском и похожих акцентах гласный в bird ближе к новозеландскому и южноафриканскому огублённому гласному переднего ряда средне-верхнего подъёма [ø̞][10].
- Произношение остальных долгих монофтонгов близко к Received Pronunciation, за исключением [əʊ] в RP (иногда произносится как [oː]) и [eɪ] (иногда произносится как [eː]). Примером может послужить аберкровское произношение play-place: [ˈpleɪˌpleːs][11].
- В северных разновидностях əʊ (coat) и ɔː (caught/court) сливаются в единый огублённый гласный заднего ряда средне-верхнего подъёма [oː][3].
- В городе Римни дифтонг в there превращается в [ɛː][12].

##### Дифтонги

Монофтонги уэльского английского, произношение Аберкрава, из Coupland (1990)

Монофтонги уэльского английского, произношение Кардиффа, из Coupland (1990)

Дифтонги уэльского английского, произношение Аберкрава, из Coupland (1990)

Дифтонги уэльского английского, произношение Кардиффа, из Coupland (1990)

- Восходящие дифтонги в большинстве своём совпадают со стандартными. Исключение составляет лишь гласный в bite, переместившийся ближе к середине: [æ̈ɪ][13].
- Нисходящие дифтонги более разнообразны[14].
  - Гласный в low часто произносится как [oʊ̝], не превращаясь в монофтонг, как это описано выше.
  - Слово town произносится близко к новозеландскому tone, с ненапряжённым гласным среднего ряда нижнего подъёма: [ɐʊ̝].
  - Звукосочетание [juː] (как в due) часто становится настоящим дифтонгом [ëʊ̝].

| Гласные            | Гласные                    | Гласные                  |
| Звук из таблицы    | Звук уэльского английского | Примеры                  |
| ------------------ | -------------------------- | ------------------------ |
| /ɪ/                | /ɪ/ ~ /ɪ̈/ ~ /ɘ/            | bid, pit                 |
| /iː/               | /i/                        | bead, peat               |
| /ɛ/                | /ɛ/                        | bed, pet                 |
| /eɪ/               | /e/~/eɪ/                   | fate, gate               |
| /eɪ/               | /eɪ/                       | bay, hey                 |
| /æ/                | /a/                        | bad, pat, barrow, marry  |
| /ɑː/               | /aː/                       | balm, father, pa         |
| /ɒ/                | /ɒ/                        | bod, pot, cot            |
| /ɔː/               | /ɒː/                       | bawd, paw, caught        |
| /oʊ/               | /o/~/oʊ/                   | beau, hoe, poke          |
| /oʊ/               | /oʊ/                       | soul, low,tow            |
| /ʊ/                | /ʊ/                        | good, foot, put          |
| /uː/               | /uː/                       | booed, food              |
| /ʌ/                | /ə/~/ʊ/                    | bud, putt                |
| Дифтонги           |                            |                          |
| /aɪ/               | /aɪ/ ~ /əɪ/                | buy, ride, write         |
| /aʊ/               | /aʊ̝/ ~ /əʊ̝/~ /ɐʊ̝/          | how, pout                |
| /ɔɪ/               | /ɒɪ/                       | boy, hoy                 |
| /juː/              | /ɪu/~/ëʊ̝/                  | hue, pew, new            |
| R-окрашенные звуки |                            |                          |
| /ɪər/              | /ɪə̯(ɾ)/                    | beer, mere               |
| /ɛər/              | /ɛə̯(ɾ)/                    | bear, mare, Mary         |
| /ɑr/               | /aː(ɾ)/                    | bar, mar                 |
| /ɔr/               | /ɒː(ɾ)/                    | moral, forage, born, for |
| /ɔər/              | /oː(ɾ)/                    | boar, four, more         |
| /ʊər/              | /ʊə̯(ɾ)/                    | boor, moor               |
| /ɜr/               | /ɜː/~/øː/                  | bird, herd, furry        |
| /ər/, /ɚ/          | /ə(ɾ)/                     | runner, mercer           |

#### Согласные звуки
- Использование вибранта [ɾ] вместо стандартного аппроксиманта [ɹ] (также присущее шотландскому английскому и некоторым южноафриканским акцентам)[15].
- Отсутствие ротичности. Исключение — акцент города Порт-Толбот, где передний гласный в bird заменяется на [ɚ], как во многих североамериканских акцентах,[16]. а также акцентах, испытавших влияние валлийского языка[17].
- Иногда возникает геминация между гласными, например, money произносится как [ˈmɜ.nːiː][18].
- Во многих северных диалектах, испытавших влияние валлийского, pens и pence сливаются в [pɛns], а chin и gin — в [dʒɪn][18].
- На северо-востоке, в диалектах, испытавших влияние скауза, не наблюдается слияние-ng. Таким образом, sing произносится как [sɪŋɡ][19].
- Более сильная по сравнению со стандартом степень аспирации глухих взрывных: они получают придыхание даже в конце слова: [kʰapʰ] cap, ср. стандартное [kʰæp] или [kʰæpˀ], и перед другими согласными. Как и в стандартном языке, после [s] взрывные не получают придыхание.
- После глухих взрывных сонанты [l], [r] несколько оглушаются: [pl̥iːz] 'please'
- В уэльских диалектах севера отсутствует противопоставление велярного [ɫ] и альвеолярного [l], велярный [l] отсутствует: [bɛlt] belt[20]. На юго-востоке же разделение присутствует и схоже с существующим в RP.
- Носители уэльских диалектов могут произносить специфические звуки валлийского языка (в частности, в именах), например [ɬ] в словах типа валл. Llanelli 'Лланелли'. Многие, особенно на севере, могут произносить валлийский [r̥ʰ] в английских словах греческого происхождения, где в начале пишется rh, например rhythm (по-валлийски этот звук пишется так же)[18].
- Во многих диалектах, особенно на юге, выпадают [j] и [h] в начале слова (например, слова year и here могут не различаться).

### Интонация
Для английского языка в Уэльсе характерно использование восходяще-нисходящего терминального тона, который связывают с эффектом возникновения так называемой «напевной интонации». Даная особенность связана с влиянием валлийского языка, где ударения фиксировано и падает на предпоследний слог, при этом последний слог характеризуется повышенной длительностью и интенсивностью.

### Грамматика
В области грамматики английские диалекты Уэльса весьма близки диалектам Западной Англии, откуда происходила англизация Уэльса. Тем не менее некоторые её особенности всё же связаны с влиянием валлийского языка:
- Двойное отрицание: I didn’t see no-one
- Формы возвратных местоимений типа hisself вместо himself (встречается в Западной Англии, но ср. валлийский язык, где возвратные местоимения также образуются с помощью притяжательных)
- Потеря многих неправильных форм пассивного причастия: drawed вместо drawn. Иногда формы причастия неправильных глаголов совпадают с прошедшим временем: He has broke it вместо broken
- Отсутствует форма неопределённого артикля an: a apple. В некоторых диалектах определённый артикль имеет только форму [ðɪ], которая в стандарте встречается только в небольшом числе контекстов.
- Широкое использование аналитической конструкции с do: He does go to school
- Обобщение показателя 3 лица единственного числа настоящего времени -s как показателя единственного числа настоящего времени: I knows that (но глагол be сохраняет спряжение)
- Использование частицы a перед герундием в формах продолженных времен: I’m a-going now.
- Использование продолженного времени в значении регулярного действия: I’m going to chapel every Sunday (ср. похожую конструкцию в валлийском)
- Относительное местоимение as: the school as closed last year.
- Использование редупликации для усиления: It was long-long ago.
- Использование (редкое) конструкции look you, что является буквальным переводом валлийского разделительного вопроса (англ. question tag)[18].
- В Южном Уэльсе к вопросительному слову where часто добавляется частица to: Where to is your Mam?

### Орфография
Орфография, по большей части, не отличается от других диалектов британского английского:
- Слова, заимствованные из валлийского, не англифицируются. 'Долина' всегда будет cwm в уэльском английском, вместо английского coombe.
- Как и в других диалектах британского английского, предпочитаются окончания -ise вместо -ize: realise, а не realize. Точно так же и с -yse и -yze: analyse, а не analyze.

## Влияние валлийского языка
Валлийский язык оказал не слишком большое влияние на уэльские диалекты: во всяком случае, в них меньше явно субстратных черт, чем, скажем, в Ирландии. Тем не менее, есть и такие черты, которые явно восходят к валлийскому:
- Лексические заимствования и кальки: cwtsh 'объятие' (валл. cwts), It’s picking to rain 'Дождь пошел' (Mae'n pigo bwrw glaw, pigo 'собирать'), bach ('немного, чуть-чуть'), nain и taid ('бабушка' и 'дед')[18].
- Широкое использование выноса составляющих в начало предложения для дополнительной эмфазы: Furious, she was, ср. совершенно нормальное в валлийском Ffroch oedd hi[18].
- Использование переспроса is it? для всех лиц и чисел, ср. в валлийском …ife?
- Ошибки, связанные с «обратным» переводом с валлийского: learn в значении 'выучивать', ср. в валлийском dysgu 'выучивать; обучать'.

## История английского языка в Уэльсе
Английский язык в Уэльсе начал постепенно вытеснять валлийский после принятия Законов о Уэльсе 1535 и 1542 годов (англ. Laws in Wales Acts 1535 and 1542), провозглашавших главенство английского языка. Среди других факторов, повлиявших на спад распространённости валлийского языка, выделяется тюдоровская секуляризация, в результате которой множество монастырей — главных центров преподавания — были закрыты.
Процесс ускорился во время индустриальной революции, когда иммигранты из Уэльса приходили работать на британские металлургические предприятия, где уже работали англичане. Филолог Дэвид Кристал, выросший в Холихеде (Северный Уэльс), отмечает, что английский по Уэльсу распространялся так же, как и по всему остальному миру.

## Англо-уэльская литература

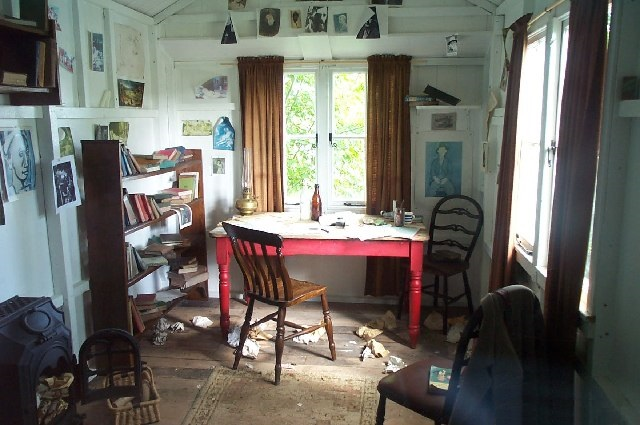
Писательский закуток Дилана Томаса.

Термины «Англо-уэльская литература» и «уэльская литература на английском языке» используются для обозначения произведений, написанных уэльскими авторами на английском языке. Как отдельное направление англо-уэльскую литературу стали рассматривать лишь в XX веке, для различения уэльской литературы собственно на валлийском и на английском. Таким образом, англо-уэльская литература — новейшая ветвь англоязычной литературы на Британских островах.
Уэльский поэт Рэймонд Гарлик насчитал лишь 69 уэльских мужчин и женщин, писавших на английском до XX века. Дэвид Джонстон, профессор Уэльского университета, однако, считает вопрос принадлежности этих писателей к отдельной англо-уэльской литературной ветви дискуссионным. В середине XIX века немногие в Уэльсе хорошо знали английский, и до начала XX века известно лишь трое крупных уэльских писателей, писавших на английском, — Джордж Херберт (1593—1633) из Монтгомеришира, Генри Вон (1621—1695) из Брекнокшира и Джон Дайер (1699—1757) из Кармартеншира.
Первым известным уэльским поэтом, писавшим на английском, считается некий Ieuan ap Hywel Swrdwal, бард, живший в XV веке. Его стихотворение Hymn to the Virgin написано в Оксфорде в 1470 году и использует валлийский поэтический размер, awdl, а также валлийскую орфографию. Ниже приведён отрывок из этого произведения:
O mighti ladi, owr leding — tw haf
At hefn owr abeiding:
Yntw ddy ffast eferlasting
I set a braents ws tw bring.
Другие исследователи считают, что первым уэльским поэтом, писавшим на английском часть работ, был Джон Клэнвоу (1341—1391).
Влияние уэльского английского заметно в цикле рассказов My People Карадока Эванса, где он используется в диалогах, в радиопостановке Under Milk Wood Дилана Томаса, а также в произведениях Ниалла Гриффитса, чьи произведения в жанре реализма практически полностью написаны на уэльском английском.